# WSW GTW Generation 15
Als WSW GTW Generation 15 werden die ab 2015 gebauten Gelenktriebwagen (GTW) der WSW mobil für die Wuppertaler Schwebebahn bezeichnet. Sie wurden vom Düsseldorfer Unternehmen Vossloh Kiepe hergestellt und sind seit dem 18. Dezember 2016 im Einsatz. Dabei ersetzten sie die Vorgängergeneration Baureihe 72.
Technisch stellt die Generation 15 eine Neuentwicklung dar. Ein Fortschritt ist besonders der Einsatz von Drehstrom-Asynchronmotoren mit der Möglichkeit zur Energierückgewinnung beim Bremsvorgang. Die elektronische Ausstattung wurde grundlegend verändert, außerdem wurde das Zugbeeinflussungssystem ETCS installiert. Das Außendesign ist an die Baureihe 72 angelehnt, das Innendesign wurde dagegen eigens überarbeitet.
Nachdem schon die Baureihe 72 alternativ als GTW 72, für Gelenktriebwagen des Baujahrs 1972, bezeichnet wurde, verwendete das an der Entwicklung beteiligte Ingenieurbüro Prose analog dazu die Bezeichnung GTW 2014. Während die Wagen betrieblich weiterhin als GTW 2014 bezeichnet werden, benutzen die WSW seit September 2015 im Kontakt mit Fahrgästen die Bezeichnung „Generation 15“.

## Geschichte

### Auftragsvergabe
Im Mai 2010 wurde ein Auftrag zur Erstellung eines Designkonzepts an das Berliner Designerbüro büro+staubach vergeben, welches unter anderem das Außendesign für die Düsseldorfer Straßenbahn-Triebwagen NF10 und NF8U sowie für die Variobahn-Fahrzeuge in München, Graz, Potsdam und Nürnberg entworfen hatte. Das Design und das Lastenheft wurden im September 2010 vorgestellt. Am 10. November 2011 wurde ein Vertrag mit Vossloh Kiepe über 31 Fahrzeuge unterzeichnet; das Auftragsvolumen betrug 122 Millionen Euro, wovon 20 Millionen Euro der Verkehrsverbund Rhein-Ruhr übernahm. Damals war die Auslieferung des ersten Fahrzeugs für Mitte 2014 und die vollständige Auslieferung für Dezember 2015 geplant.

### Entwicklung

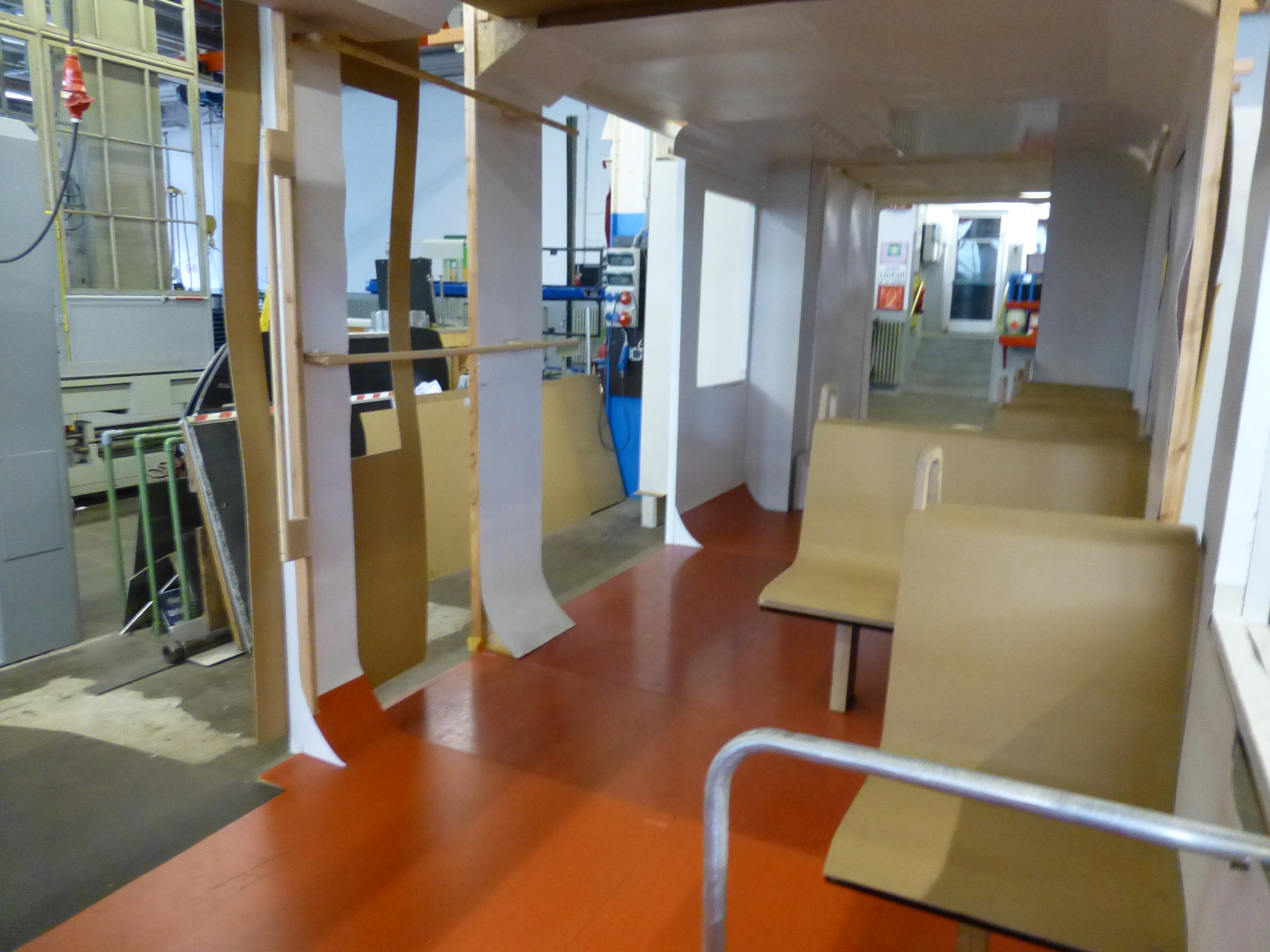
Entwicklung des Innendesigns in der Schwebebahnwerkstatt mit Hilfe einer Holzstudie

Fahrzeuge des Nahverkehrs werden normalerweise nach bestehenden Normen und Regelwerken konstruiert. Diese Normen lassen sich jedoch nicht auf Schwebebahnen anwenden. Die Technik der Generation 15 basiert auf der Straßenbahn-Bau- und Betriebsordnung (BOStrab), die aber in vielen Punkten angepasst werden musste. Hierzu wurden Mitarbeiter der WSW in den Entwicklungsprozess eingebunden und zahlreiche Messungen an den Bestandsfahrzeugen der Baureihe 72 vorgenommen. Das Fahrverhalten bei leerem und vollbesetztem Fahrzeug wurde untersucht und Neigungswinkel sowie die Kräfte an sensiblen Stellen wie den Gelenken gemessen. Auch Messungen der Schallemissionen wurden durchgeführt, um Referenzwerte für die Neuentwicklung zu erhalten.
Der Verlauf der gesamten Trasse der Wuppertaler Schwebebahn wurde am Computer modelliert und das Fahrverhalten der Generation 15 berechnet. Mit Simulationssoftware wurden Szenarien wie das Abschleppen oder Zug-Kollisionen untersucht.
Im Frühjahr 2012 wurde in der Werkstatt der Schwebebahn in Vohwinkel eine Holzstudie erstellt, mit deren Hilfe die Gestaltung des Innenraums veranschaulicht wurde. Die Abmessungen der Holzstudie entsprachen dabei denen des fertigen Fahrzeugs. Auf diese Art konnten Design und Sitzanordnung vor der Fertigung der tatsächlichen Fahrzeuge getestet werden. Im Februar 2013 wurde das Farbkonzept bekanntgegeben.

### Fertigungsprozess
Die Züge wurden unter der Führung von Vossloh Kiepe entwickelt und hergestellt, wobei für die Entwicklung der Drehgestelle das Ingenieurbüro Prose aus Winterthur und für die Entwicklung der Wagenkästen die Münchner Niederlassung von Prose und design & technik aus Altenrhein am Bodensee beauftragt wurden. Die Wagenkästen wurden in Österreich bei Hammerer Aluminium Industries hergestellt, die Front- und Heckkabine im Leichtbau-Zentrum Sachsen. Die Getriebe wurden von ZF Friedrichshafen entwickelt und geliefert. Die Gelenke an den Wagenübergängen wurden von ATG Autotechnik aus Siek in Schleswig-Holstein geliefert, die Faltenbälge von PEI aus Bologna. Die Geräte der Zugbeeinflussung wurden von Alstom Transport Deutschland entwickelt und in Belgien hergestellt. Die Endmontage der Komponenten in den Wagenkasten erfolgt im Werk von Vossloh Rail Vehicles in Valencia, dort werden auch Tests am stehenden Fahrzeug durchgeführt. Anschließend werden die Schwebebahnen wieder in die einzelnen Baugruppen zerlegt, nach Wuppertal transportiert und in der Hauptwerkstätte in Vohwinkel erneut zusammengesetzt und aufgegleist.
Im Dezember 2013 wurde der erste Wagenkasten eines Endwagens fertiggestellt, Anfang 2015 wurde in Valencia der erste Wagenkasten mit Fenstern ausgestattet und lackiert.

### Inbetriebnahme

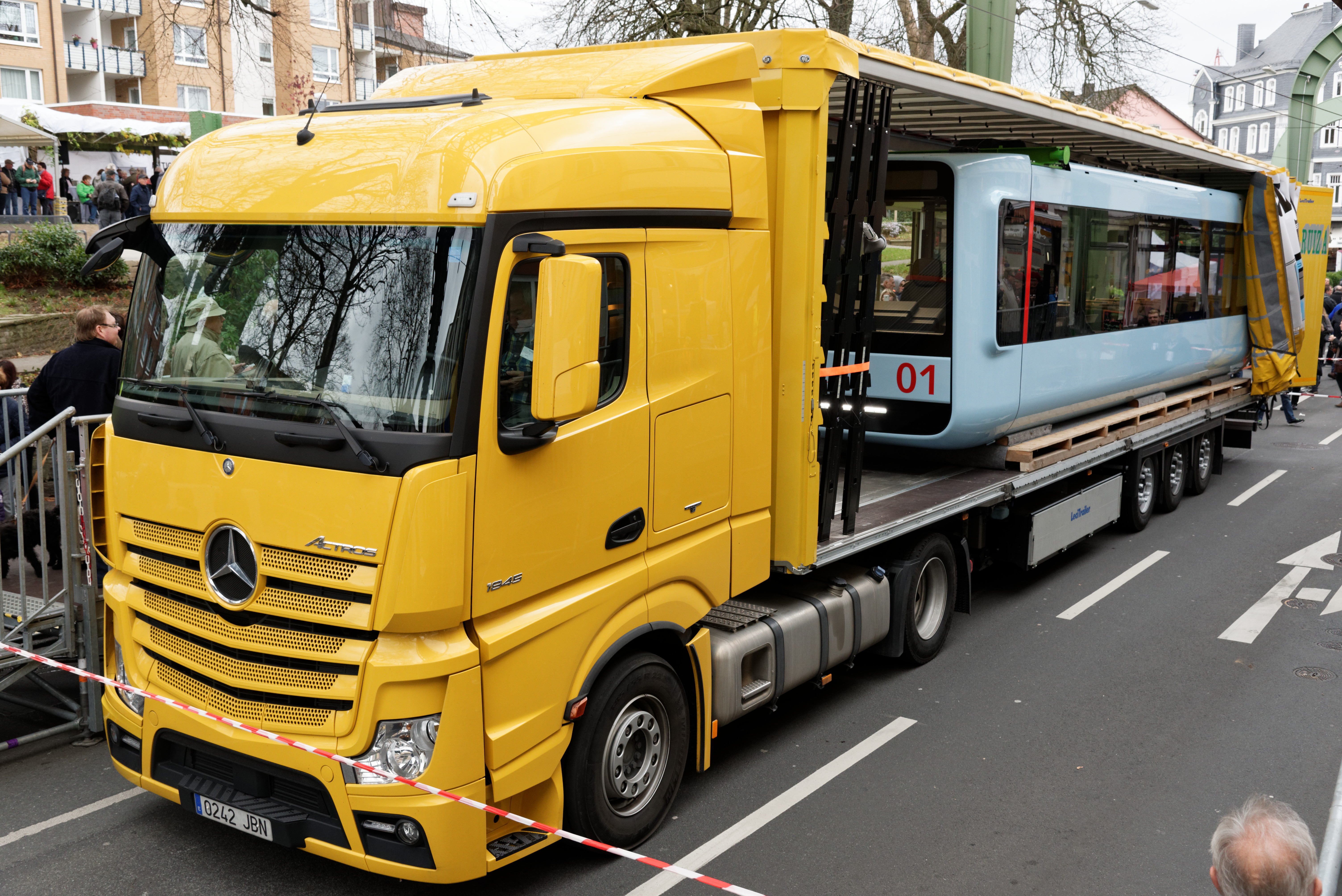
Die Fahrzeuge werden mit Sattelaufliegern von Valencia nach Wuppertal transportiert

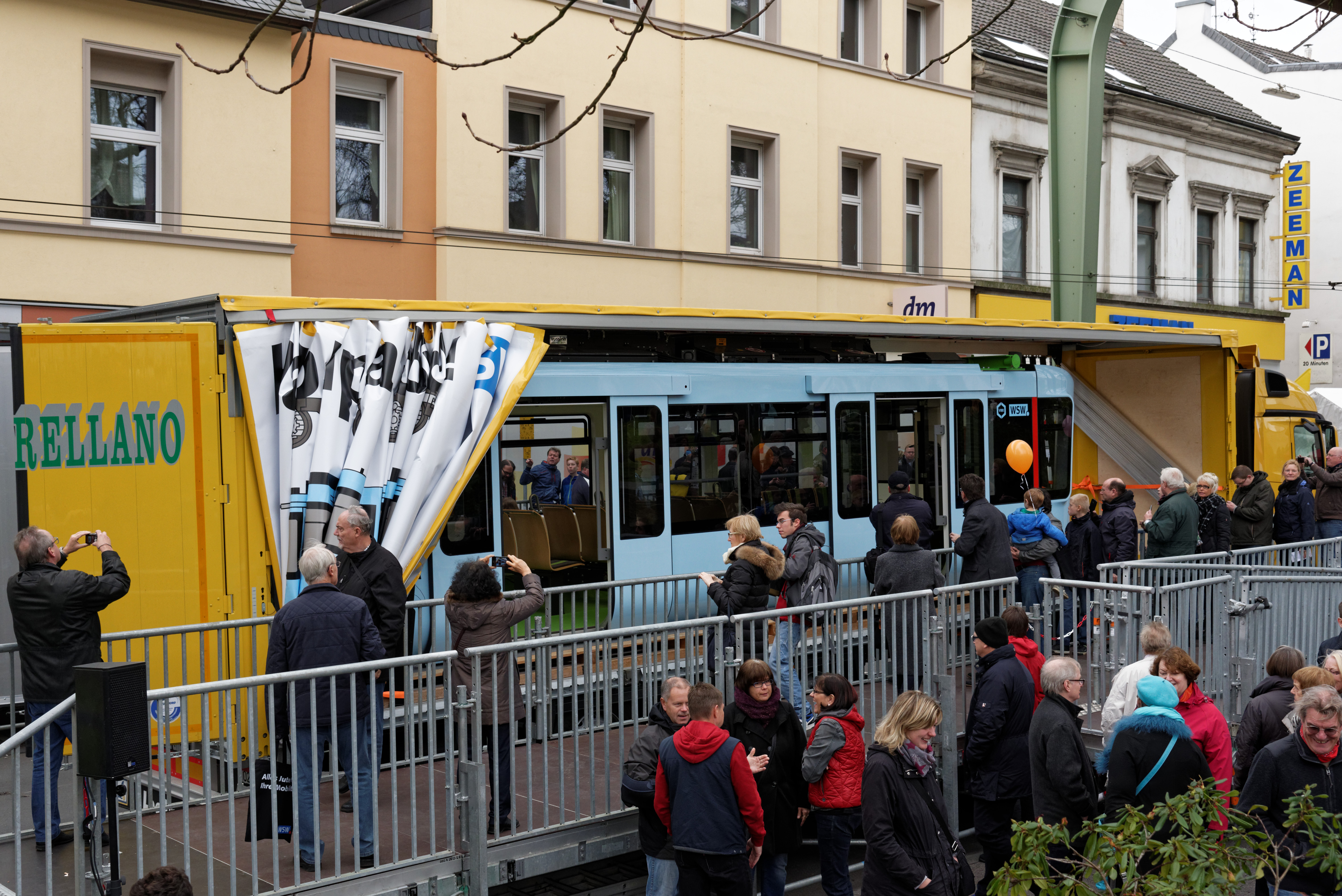
Schaulustige bei der Präsentation der ersten angelieferten Bahn

Im September 2014 wurde der Zeitpunkt der Auslieferung des ersten Fahrzeugs auf Oktober 2015 geschätzt. Am 23. Oktober 2015 wurde der Termin für die Auslieferung auf den 14. November 2015 angesetzt. Aus diesem Anlass wurde die zum Betriebshof führende Vohwinkeler Straße für den Verkehr gesperrt. Rund 5000 Menschen kamen zur Enthüllung des ersten Wagenteils auf einem Sattelauflieger, Bürgermeister Andreas Mucke war ebenfalls anwesend und hielt eine Rede. In der Nacht auf den 9. Februar 2016 fand die erste Testfahrt aus eigener Kraft, zunächst noch ohne Fahrgäste, statt. Der Streckenabschnitt zwischen den Haltestellen Vohwinkel und Hammerstein wurde mehrmals befahren, Schnellbremsungen durchgeführt und der Neigungswinkel getestet. Verwendet wurde Wagen 01, der zu diesem Zweck vorübergehend mit Messeinrichtungen ausgestattet war. Nach Angaben der Wuppertaler Stadtwerke waren diese ersten Tests reibungslos verlaufen. Die WSW mobil kündigte Ort und Streckenabschnitt der nächtlichen Testfahrt öffentlich an, sodass sich rund 100 Schaulustige einfanden. In den ersten drei Testtagen wurden 200 Kilometer zurückgelegt. Während die Testfahrten zunächst noch nachts stattfanden, waren ab Ende April 2016 Tests auch tagsüber und somit parallel zum laufenden Betrieb mit der Baureihe 72 geplant. Nach einer Testphase des Fahrzeugs und des Zugbeeinflussungssystems folgte die Zulassung durch die Technische Aufsichtsbehörde in Düsseldorf und die Aufnahme des Regelbetrieb am 18. Dezember 2016. Zu diesem Zeitpunkt waren sieben der 31 bestellten Schwebebahnzüge ausgeliefert.
Die Schulung des Betriebspersonals begann bereits vor der ersten Testfahrt mit dem realen Fahrzeug. Hierzu wurde eine Simulationssoftware entwickelt, in der die Anordnung der Bedienelemente der Generation 15 sowie die Strecke der Schwebebahn nachgebildet war.
Zunächst ging die Inbetriebnahme der Fahrzeuge ohne größere technische Probleme vonstatten. Mitte Mai 2017 waren bereits elf in Betrieb und zwei weitere befanden sich bereits in Wuppertal. Am 19. Mai 2017 kam es jedoch zwischen den Stationen Pestalozzistraße und Westende zu einer Berührung eines Bauteils des Fahrwerks mit dem Gerüst der Schwebebahn. Das Fahrzeug der Generation 15 war zu diesem Zeitpunkt mit einer Geschwindigkeit von etwa 50 km/h bis 60 km/h unterwegs. Der Sachschaden an Fahrweg und Fahrzeug war gering, die Ursache der Gerüstberührung konnte allerdings nicht ermittelt werden. Daher wurde die weitere Auslieferung gestoppt und die zulässige Geschwindigkeit auf 40 km/h herabgesetzt. Durch die geringere Geschwindigkeit mussten für einen Umlauf sieben Minuten mehr aufgewendet werden, was aufgrund der begrenzten Zahl der Fahrzeuge zu einer Reduzierung des Takts führte. Nach über einem Jahr der Fehlersuche gaben die WSW im August 2018 bekannt, eine Konstruktionsänderung durchführen zu lassen, um erneute Gerüstberührungen ausschließen zu können. Die Geschwindigkeit wurde bis zur Umsetzung der Konstruktionsänderung ein weiteres Mal um 10 km/h auf 30 km/h herabgesetzt, dafür konnte die Auslieferung der Fahrzeuge fortgeführt werden.
Am 18. November 2018 löste sich die Stromschiene der Schwebebahn auf einer Länge von mehreren 100 Metern vom Gerüst und stürzte in die Wupper. Daraufhin wurde der Fahrgastbetrieb der Schwebebahn für mehrere Monate eingestellt. Nach Angaben der WSW wurde der Vorfall nicht durch die Stromabnehmer der Fahrzeuge verursacht, da diese über eine Sollbruchstelle verfügen. Die Auslieferung der Fahrzeuge der Generation 15 wurde daher unverändert fortgesetzt, weiterhin wurden Abnahmefahrten und Testfahrten der Zugbeeinflussung durchgeführt. Im Januar 2019 war vorgesehen, zum Zeitpunkt der Wiederaufnahme des Fahrgastbetriebs sämtliche neuen Fahrzeuge in Betrieb gesetzt zu haben.
Während der durch die Stromschiene verursachten Betriebspause wurden weitere Züge angeliefert. Nach Wiederaufnahme des Regelbetriebes im Sommer 2019 waren 28 Züge vorhanden. Im Frühjahr 2020 tauchten Probleme mit Rädern, Radreifen und Schienen auf, die einen extremen Verschleiß erlitten. Zur Schonung der Anlage durften wöchentlich nur 7500 km gefahren werden, was zu einer Beschränkung des Fahrbetriebes auf das Wochenende führte. Zudem stellte sich heraus, dass alle gelieferten Fahrzeuge weitere Mängel hatten, wie zum Beispiel mangelhafte Steckverbindungen, was zum Liegenbleiben der Züge auf der Strecke führte. Ebenso waren bei acht Zügen die Dachaufbauten nicht ordnungsgemäß verklebt und schadhaft, sie mussten unverzüglich außer Betrieb genommen werden. Die anschließende Mängelbeseitigung durch den Hersteller verlief schleppend. Ab dem 2. August 2021 verkehrte die Schwebebahn wieder täglich. Ferner wurde die Werkstattkapazität wesentlich ausgebaut und es wurden mehrere hundert Räder als Ersatz eingelagert.

## Technik

### Antrieb

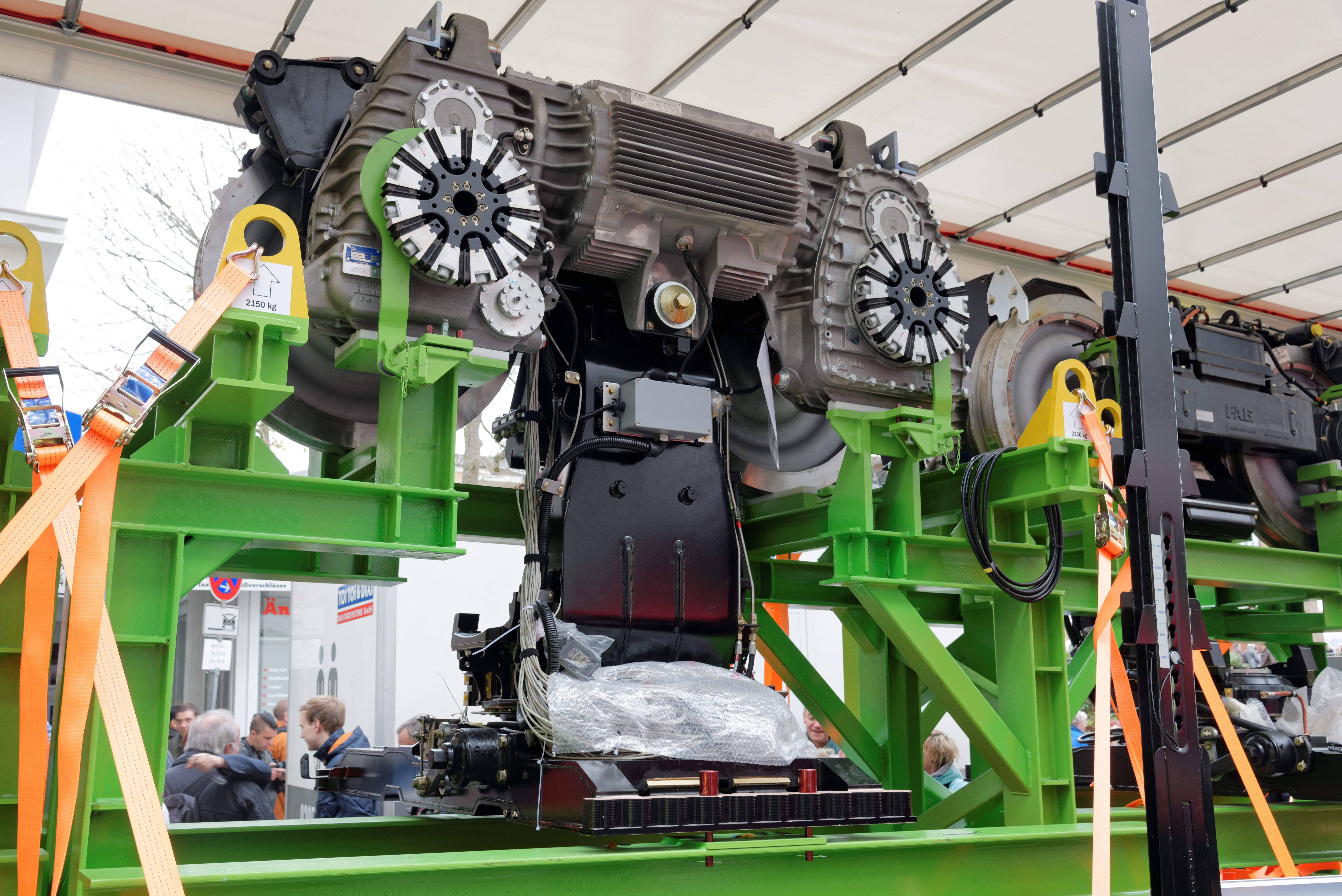
Eines der vier angetriebenen Fahrgestelle vor dem Einbau

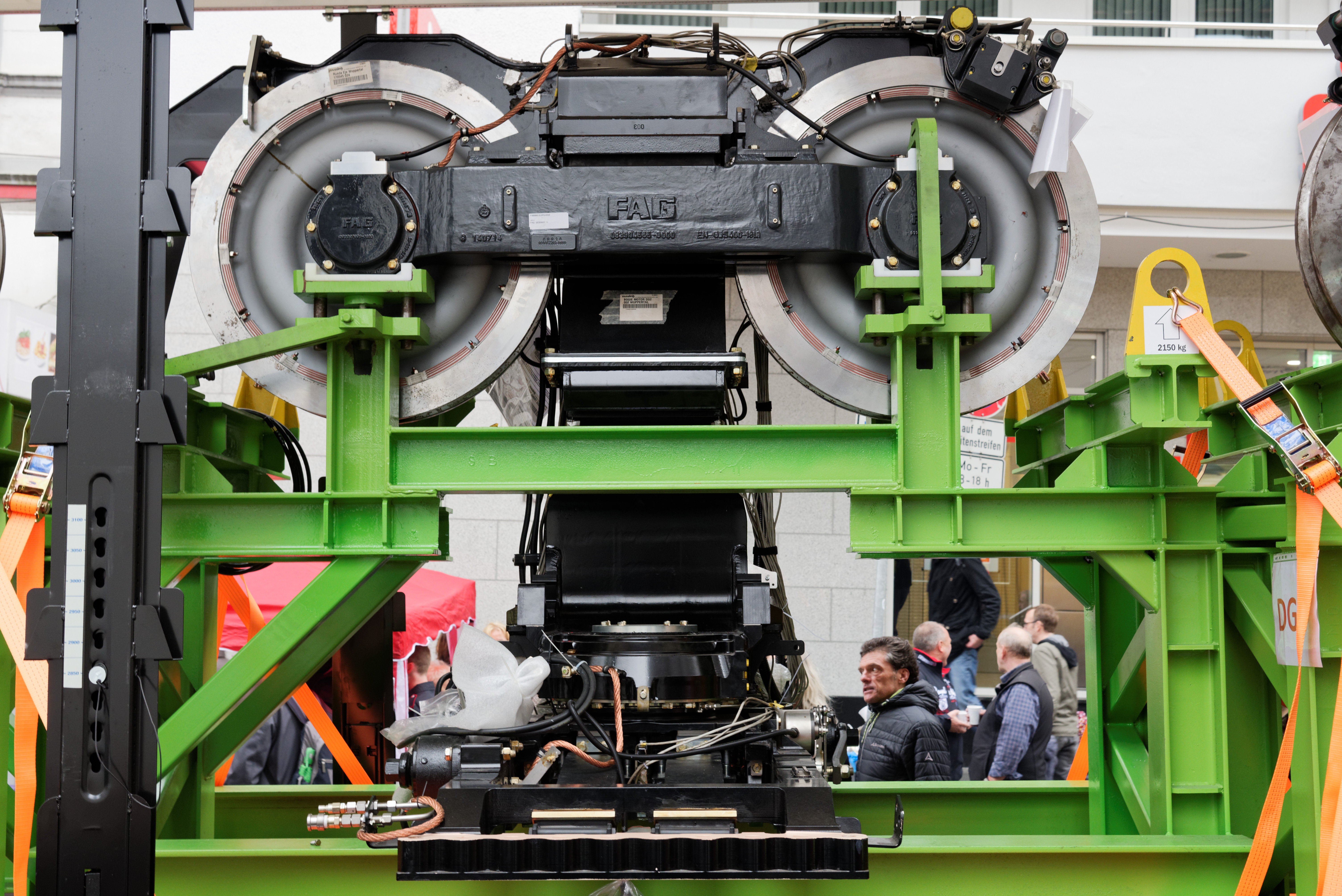
Seitenansicht des Fahrgestells

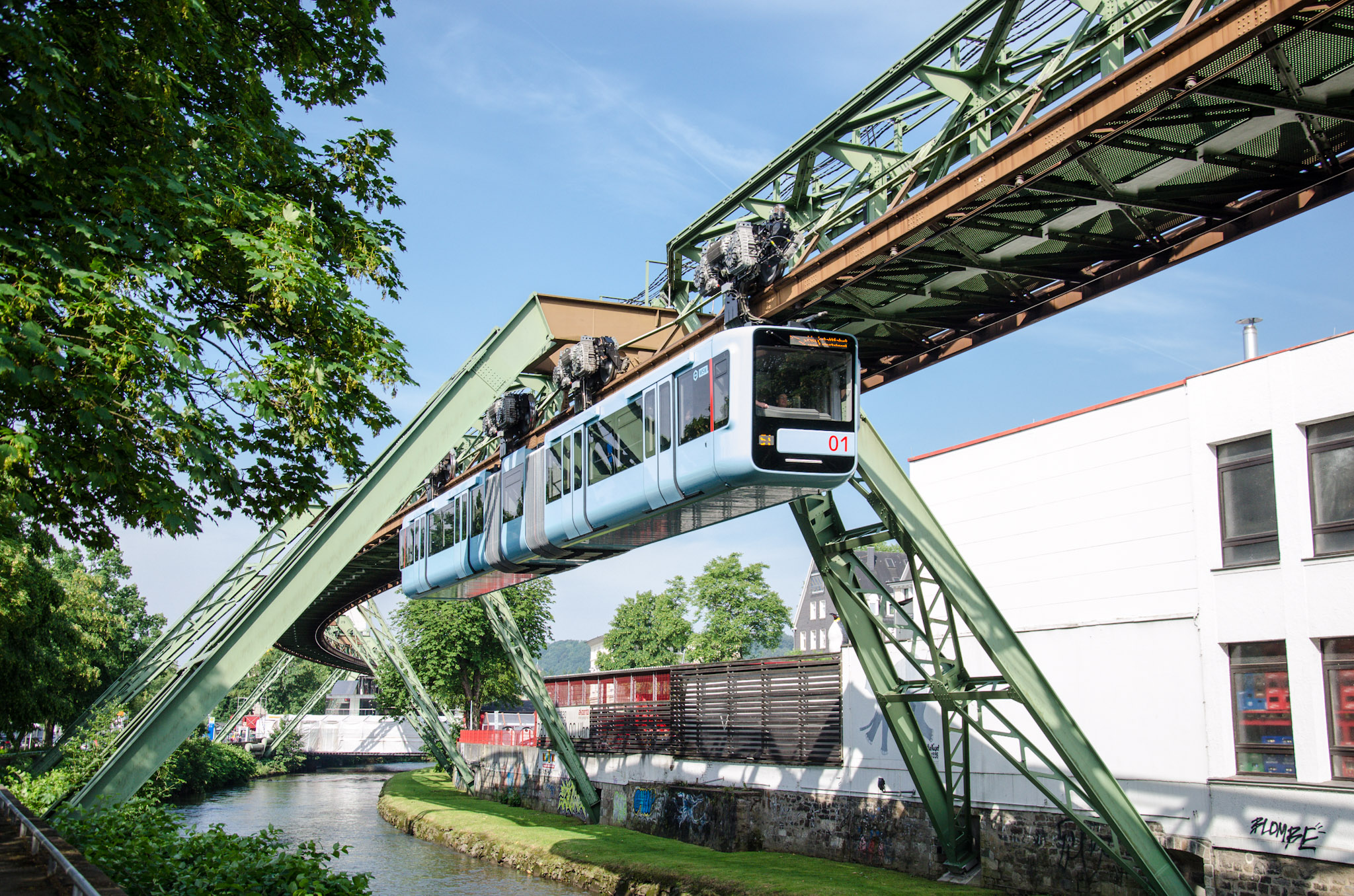
Die neue Generation während einer Testfahrt im Juni 2016

Die Generation 15 verfügt über Drehstrom-Asynchronmotoren. In jedem Drehgestell befindet sich ein Fahrmotor, an den sich zu beiden Seiten hin Stirn-Kegelradgetriebe von ZF Friedrichshafen anschließen. Die erste Getriebestufe besteht aus einem Kegelradgetriebe, die zweite aus einem Stirnradgetriebe. Da die Fahrgeschwindigkeit bei der Drehstromtechnik durch Variation der Frequenz in den Statorwicklungen geändert wird, hat das Getriebe eine feste Übersetzung von 12,4127. Die Getriebetechnik für ein Drehgestell wiegt 280 kg, hinzu kommen rund 50 kg für An- und Abtriebskupplung. In einem Getriebe befinden sich 7,5 Liter Getriebeöl. Die Abdichtung an den Wellen übernehmen Labyrinthdichtungen, die berührungsfrei laufen und somit keine Reibung und Kerbwirkung verursachen. Motor und Getriebe sind voll abgefedert und in Gummielementen gelagert, die Vibrationen und Schallemissionen reduzieren. Die Gehäuse sind aus Aluminium gefertigt, von außen sind am Motor die Kühlrippen erkennbar.
Elektrisch ist der Antrieb in zwei Antriebsgruppen unterteilt: An jedem Endwagen befindet sich ein Stromabnehmer, der über die Stromschiene eine Gleichspannung abgreift und über Stromrichter je zwei Fahrmotoren versorgt. Fällt eine Antriebsgruppe aus, kann das Fahrzeug mit der verbliebenen Antriebsgruppe seine Fahrt mit halber Leistung und verminderter Höchstgeschwindigkeit fortsetzen.
Die Höchstgeschwindigkeit der Generation 15 beträgt 65 km/h, wobei die Strecke der Wuppertaler Schwebebahn nur für 60 km/h zugelassen ist. Die Betriebsspannung wird jedoch von 600 Volt auf 750 Volt erhöht. Dadurch und durch den Einsatz von Drehstrommotoren erhöht sich die maximale Beschleunigung auf 1,3 m/s², die mittlere Beschleunigung verdreifacht sich gegenüber dem GTW 72. Dadurch kann die minimale Taktzeit von drei auf zwei Minuten verkürzt und die Fahrzeit für die gesamte Strecke um 5 auf 25 Minuten reduziert werden.

### Bremsen
Die Generation 15 hat zwei voneinander unabhängige Bremssysteme: Die elektromotorische Bremse und die mechanische Bremse. Bei der elektromotorischen Bremse fungiert der Drehstrommotor als Generator; die kinetische Energie der Schwebebahn wird in elektrische Energie umgewandelt und das Fahrzeug so abgebremst. Die Generatorleistung entspricht der Motorleistung, auch die Bremsverzögerung ist betragsgleich mit der maximal erreichbaren Beschleunigung. Für eine Fahrt zwischen zwei Stationen veranschlagen die WSW die nötige elektrische Energie auf zwei Kilowattstunden, wobei eine Kilowattstunde bei jedem Bremsvorgang vor der nächsten Station durch die elektrische Bremse wieder zurückgewonnen werden soll.
Das mechanische Bremssystem besteht aus vier Bremssätteln, die sich jeweils am hinteren Rad eines Drehgestells befinden. Die Bremssättel drücken bei Betätigung der Bremse mit Hilfe von Hydraulikzylindern Bremsklötze auf die Seitenflächen der Räder (Hydraulikbremse). Am Hydrogerät befinden sich zwei Ventile: Ein Notbremsventil, das den vollen Bremsdruck freigibt, und ein Proportionalventil, über das der Bremsdruck mit einem elektrischen Steuergerät eingestellt werden kann.
Im Regelbetrieb wird lediglich die elektromotorische Bremse verwendet; die hydraulische Bremse kommt bei Zwangsbremsungen, Schnellbremsungen und Notbremsungen zum Einsatz. Beide Bremssysteme sind unabhängig von der an der Stromschiene anliegenden Spannung und funktionieren so auch bei Stromausfall.

### Wagenkasten

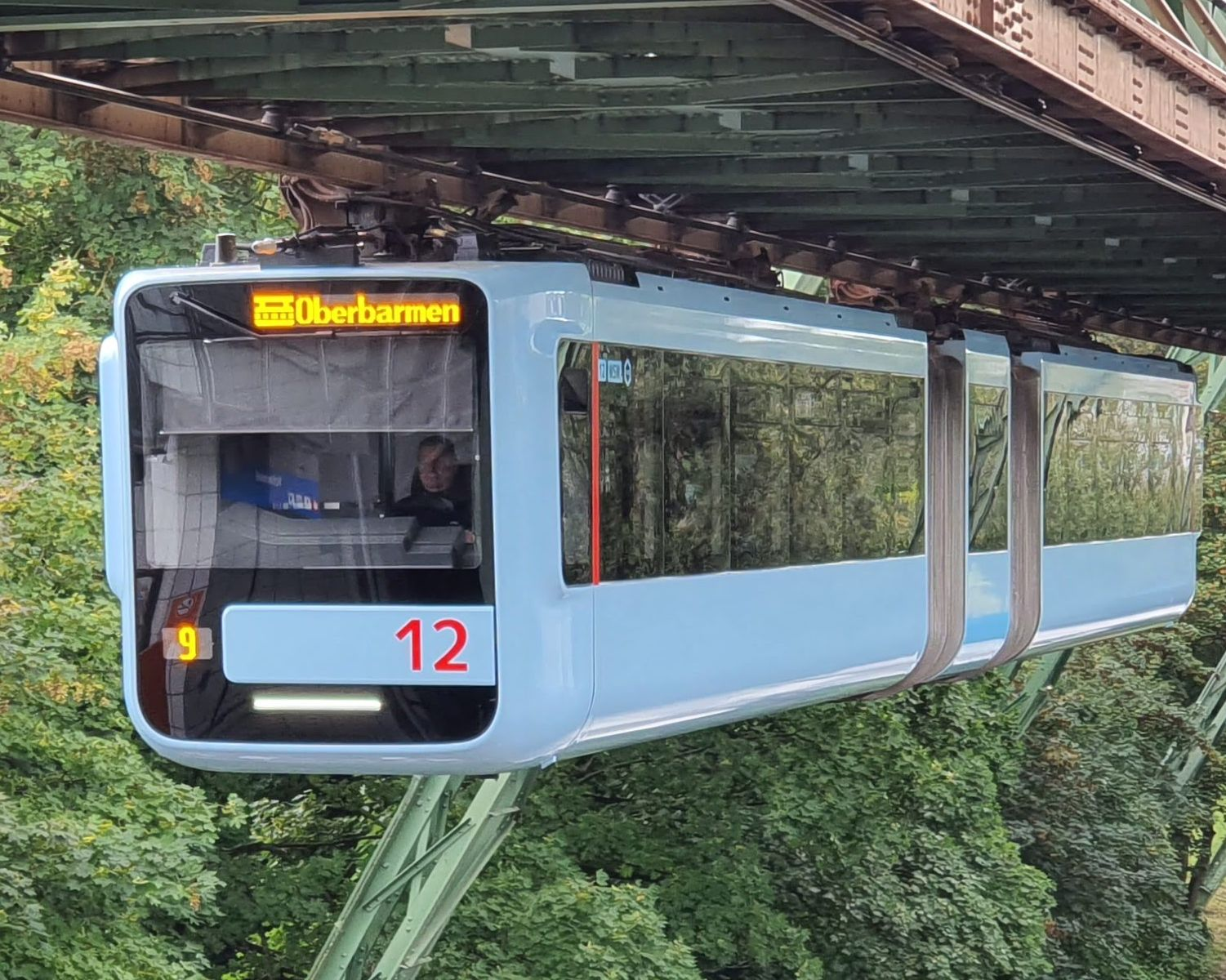
Fensterseite

Um eine möglichst niedrige Fahrzeugmasse zu erreichen, wurde der Wagenkasten in Leichtbauweise ausgeführt und besteht vollständig aus Aluminium. Das Gewicht des Wagenkastens beträgt gemeinsam mit Front- und Heckkabine 5,4 Tonnen. Die einzelnen Bauteile werden zunächst mittels Rührreibschweißen zu Baugruppen zusammengefügt. Diese Baugruppen werden anschließend durch konventionelles Metallinertgasschweißen miteinander verbunden. Aufgrund der geringen zulässigen Fertigungstoleranzen ist die Schweißreihenfolge fest vorgegeben.
Bisher mussten zur Kontrolle der Schweißnähte zeitaufwendige Prüfungen stattfinden, bei denen auch Teile der Inneneinrichtung ausgewechselt werden mussten. Die Züge der Generation 15 verfügen daher über Stellvertreternähte an kritischen, aber leicht zugänglichen Stellen, die eine Prüfung der übrigen Schweißnähte ersparen.

### Elektronik
Die Generation 15 verfügt über zwei voneinander unabhängige Datenbussysteme. Ein System verbindet die Steuergeräte der sicherheitsrelevanten Komponenten wie Antrieb, Bremsen und Türen. An das zweite System sind die übrigen Geräte wie Klimaanlage oder Fahrgastinformationssysteme angeschlossen. Für die Datenübertragung wird das Bussystem CANopen verwendet.

### Zugbeeinflussung
Die Generation 15 ist mit ETCS-Ausrüstung für ETCS Level 2+ ausgestattet. Hierbei erfolgt die Kommunikation zwischen Zug- und Streckenausrüstung über Eurobalisen und Zugfunk. Dementsprechend verfügt die Generation 15 über eine Eurobalisen-Antenne und eine Zugfunkanlage für Terrestrial Trunked Radio, das in Wuppertal anstelle von GSM-R verwendet wird. Verschiedene Odometrie-Sensoren dienen zur Ermittlung der aktuellen Position und Geschwindigkeit, die von einem Fahrtenaufzeichnungsgerät gespeichert werden. Der ETCS-Fahrzeugrechner (EVC) führt alle Daten zusammen, überwacht die Bewegung des Zuges und führt gegebenenfalls Zugbeeinflussung durch. Der Fahrer kann auf das ETCS-System über den im Führerstand installierten Monitor des Driver Machine Interface (DMI) zugreifen. Technischer Lieferant ist Alstom Transport Deutschland aus Salzgitter. Das fahrzeugseitige ETCS-System überträgt die aktuelle Position des Fahrzeugs durchgehend an die Streckenausrüstung und an das Stellwerk. Die bisherigen Streckenblöcke werden beibehalten.

## Design und Ausstattung

### Außendesign

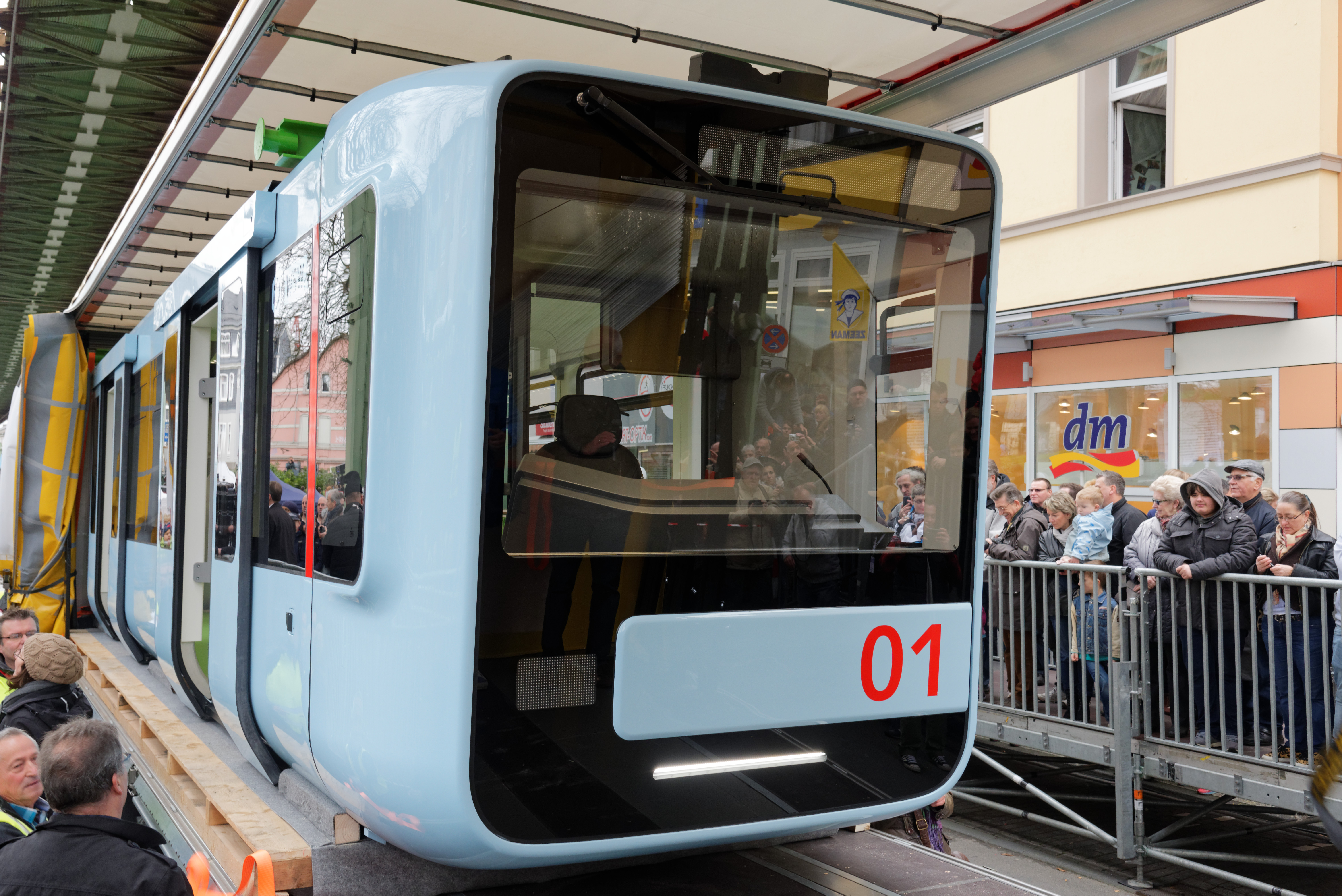
Frontansicht

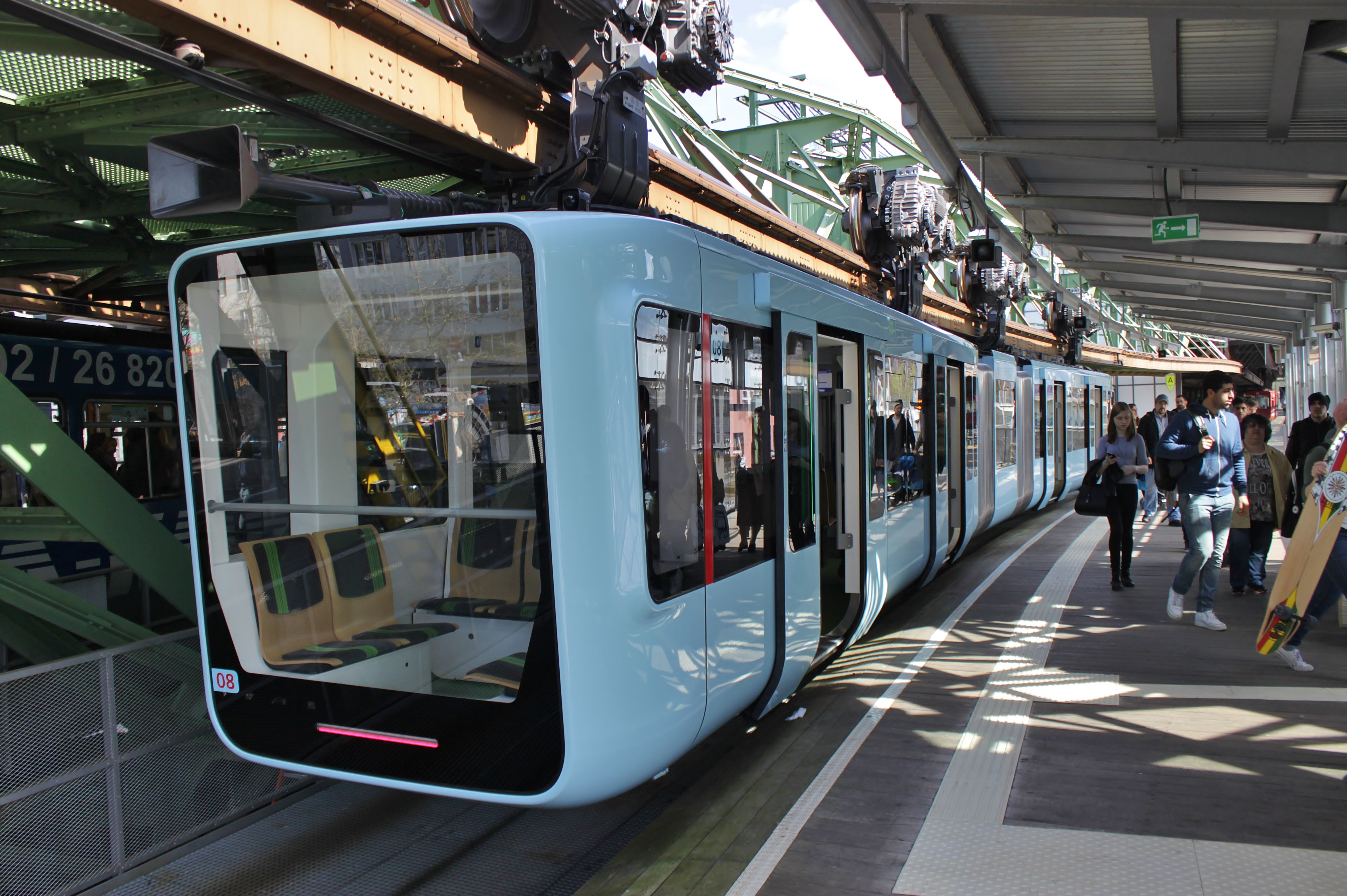
Heckansicht

Das Außendesign der Fahrzeuge wurde bereits vor der Ausschreibung erstellt. Bei der Gestaltung des Fahrzeugs mussten jedoch die grundlegenden Abmessungen beibehalten werden. Gründe dafür sind das Lichtraumprofil der Strecke, Abmessungen und Markierungen in den Stationen, Gewichtsvorgaben und kleine Kurvenradien von 9 m in den Wendeschleifen. Einige Änderungen gegenüber den bisher eingesetzten Fahrzeugen wurden dennoch vorgenommen: Die Frontscheibe ist nun nach unten geneigt, um dem Fahrer eine bessere Sicht zu ermöglichen, die Heckscheibe reicht vom Wagendach bis fast an den Boden und bietet einen Panoramablick für die Fahrgäste, außerdem wurden nebeneinanderliegende Fenster miteinander verbunden, um den Eindruck eines „Fensterbands“ zu erzeugen. Die Designer gaben an, bei der Gestaltung des Wahrzeichens der Stadt Wuppertal Kontinuität in den Vordergrund zu stellen und kein modisches, sondern ein zeitloses Design angestrebt zu haben.
Der Einbau von weiteren Glaselementen war nicht möglich, da Glasfenster ein höheres Gewicht haben als Aluminium-Seitenwände und die Gewichtsvorgaben sonst nicht hätten erfüllt werden können. In den ursprünglichen Planungen war eine Kunststoff-Verkleidung der Fahrgestelle vorgesehen, die jedoch später verworfen wurde, da sie einerseits das Gewicht erhöht hätte und andererseits Wünsche aus der Bevölkerung nach freiem Blick auf die Technik eingegangen waren.
Die Züge der Generation 15 sind hellblau lackiert und sollen sich so in das Corporate Design der WSW einfügen. Der Farbton ist heller als der bei den Bussen der WSW mobil verwendete Blauton. Anders als bisher soll es keine Vollwerbung auf den Schwebebahnen geben. Lediglich die Unterseite der Bahn sowie das Mittelstück zwischen den beiden Gelenken samt dem dazugehörigen Fenster sind für Werbung freigegeben.

### Innenraum

#### Fahrgastraum

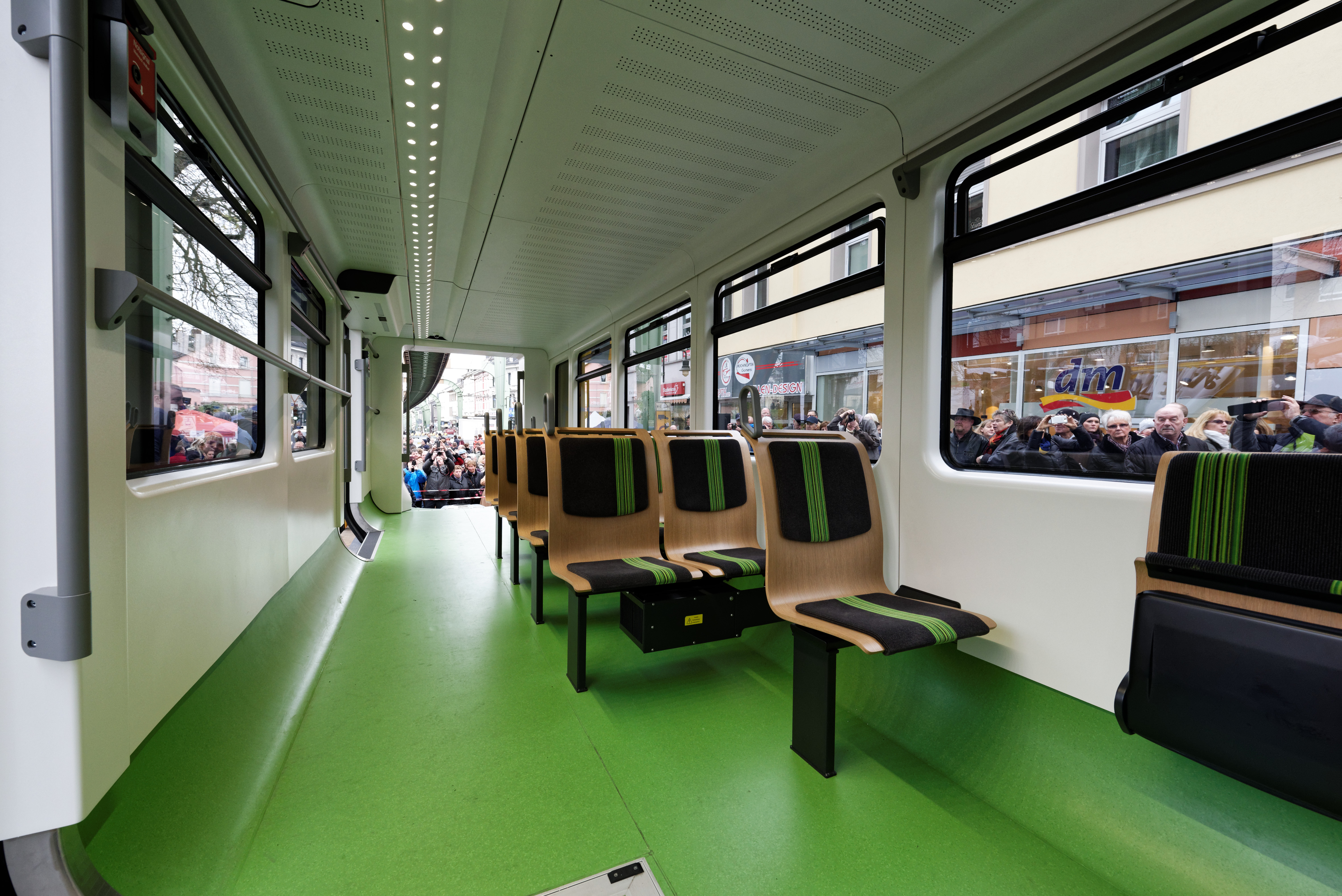
Innenraum mit Holzsitzen

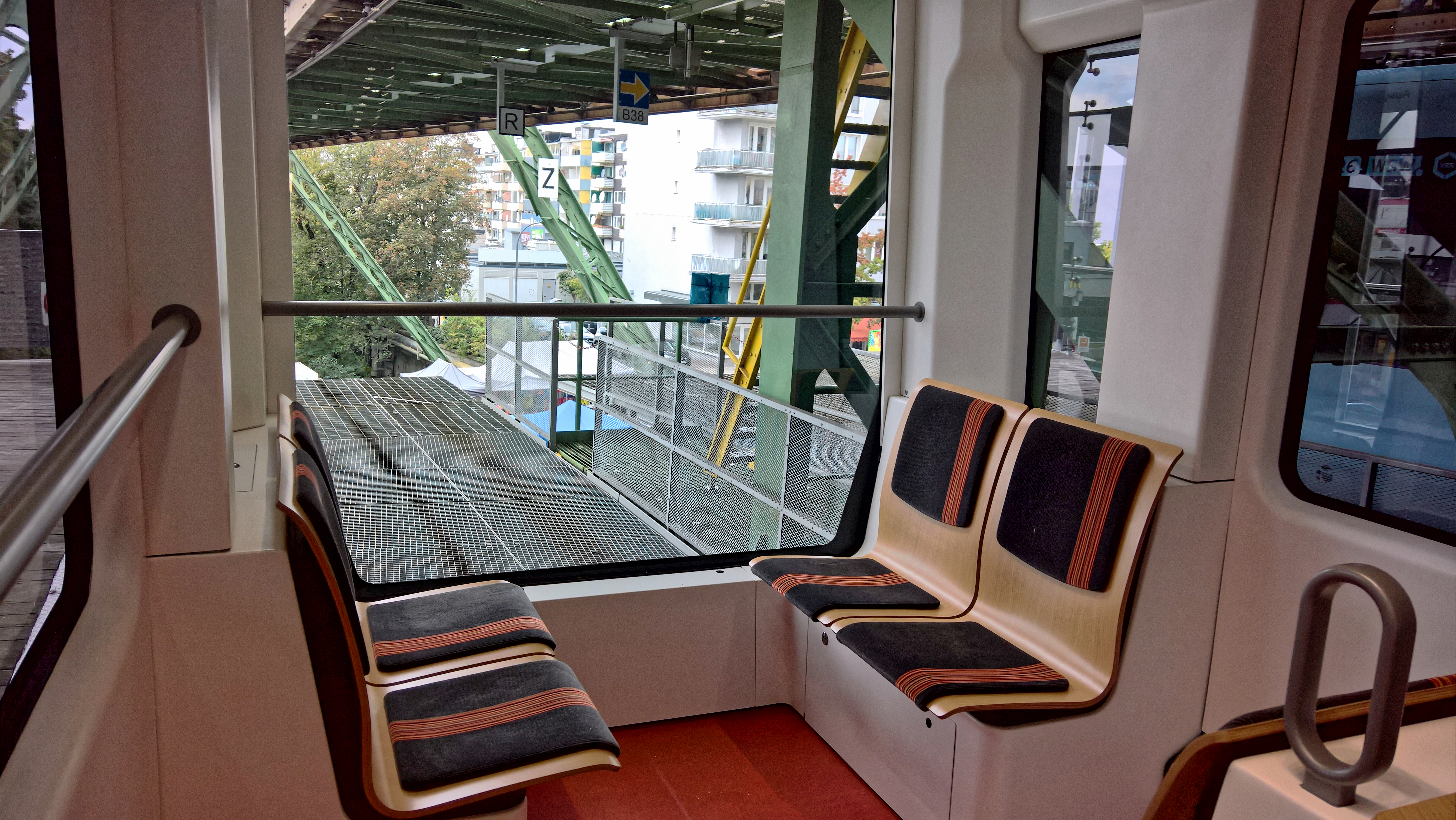
Heckansicht

Die Sitzaufteilung im Fahrgastraum ist im Vergleich zum GTW 72 gleich geblieben; auf der türlosen Seite sind zwei Sitze nebeneinander in Fahrtrichtung angeordnet, auf der rechten Seite befinden sich die Türen und ein Durchgang. Anstelle der Kunststoffsitze werden gepolsterte Sitze aus Holz verwendet, die eine Breite von 47,5 Zentimetern aufweisen. An den Fahrzeugenden wurden Mehrzweckabteile eingerichtet; die vorderste Tür verfügt zudem über eine Klapprampe für Rollstuhlfahrer. Zusätzliche Haltegriffe befinden sich an den Sitzen und an der Decke. Das Fahrgastinformationssystem besteht aus zwei Monitoren, von denen einer direkt hinter der Führerkabine und einer in der Mitte der Schwebebahn platziert ist. Sieben Überwachungskameras zeichnen Bilder auf, die auch im Führerstand angezeigt werden können.
Für die Farbgebung wurden drei unterschiedliche Varianten entwickelt. Die Seitenwände sind stets weiß und die Haltestangen grau, der rutschfeste Boden und die Sitzpolster grün, rot oder gelb. Von den 31 Zügen erhielten elf ein grünes, zehn ein gelbes und zehn ein rotes Innendesign. Die Decke besteht aus Blech mit integrierten LEDs; die Einstiege sind gesondert beleuchtet und mit elektronischen Fahrgastzählern versehen.
Die Temperatur im Fahrzeuginneren wird durch eine Luftbehandlungsanlage mit Entfeuchter reguliert. Die maximale Kälteleistung ist jedoch beschränkt, da für die Klimatisierung auf dem Dach des Fahrzeugs wenig Raum zur Verfügung steht. Auch die Fenster der Generation 15 lassen sich öffnen.

#### Führerstand

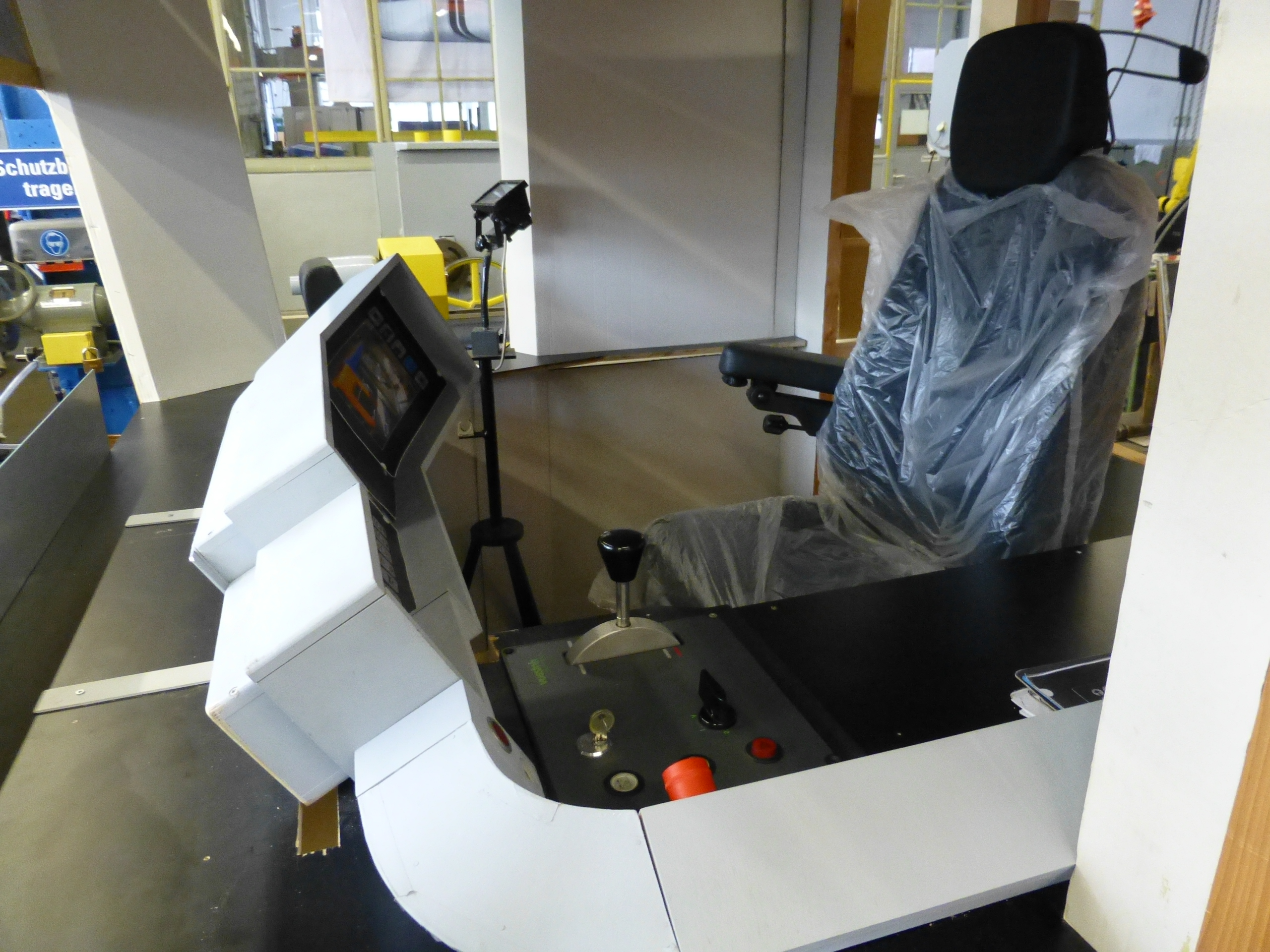
Eine Holzstudie in der Schwebebahnwerkstatt (2013)

Der Sitz des Fahrers ist höhenverstellbar und verfügt über eine Federung. Zwischen Fahrgastraum und Führerstand befindet sich eine durchsichtige Trennscheibe aus Plexiglas, in die eine Tür eingebaut ist. Im Fahrerpult sind nun zwei Touchscreens eingebaut. Der Führerstand besitzt zudem eine vom Fahrgastraum unabhängige Klimatisierung.

## Sonstiges

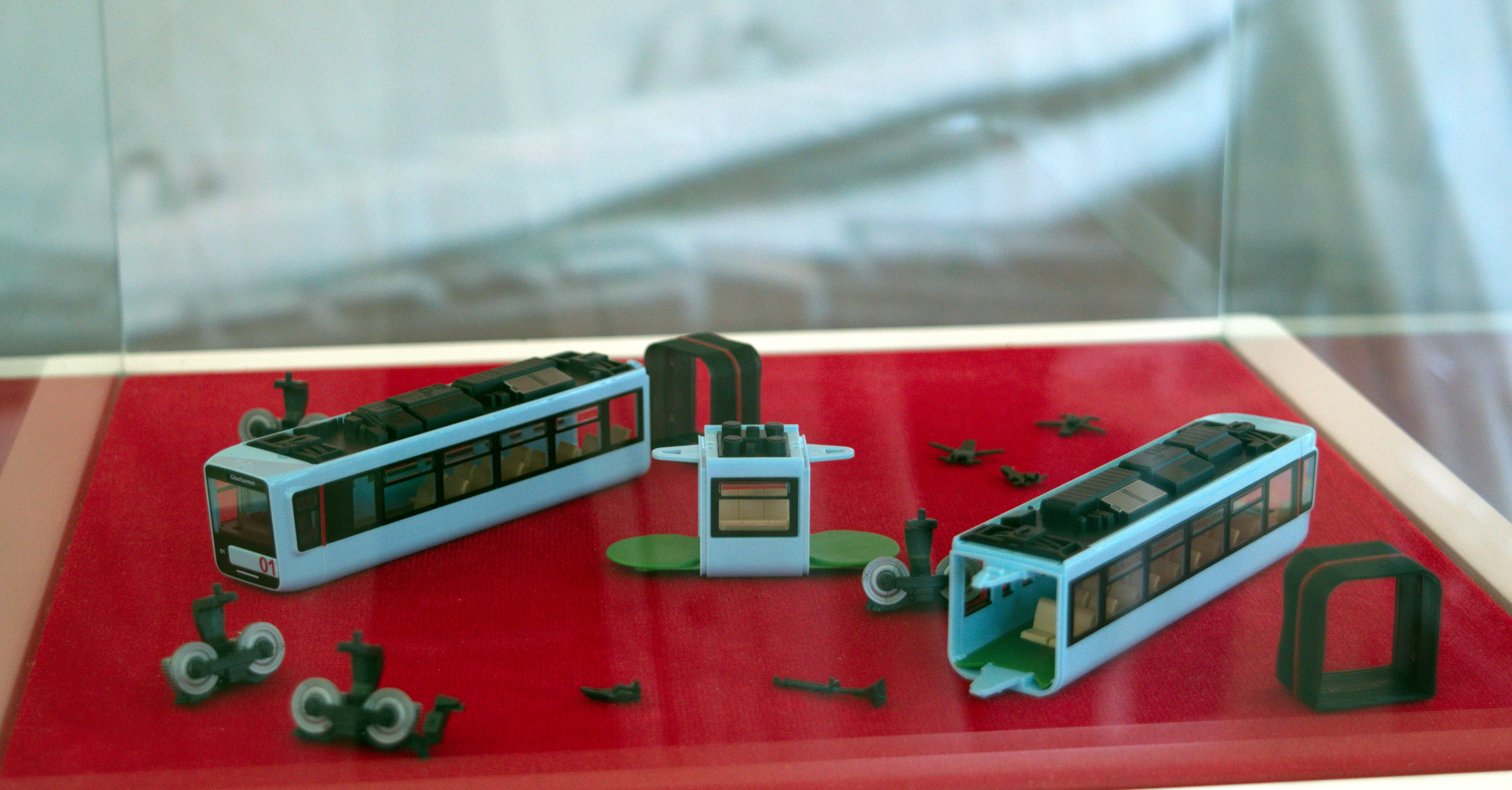
Generation 15 in der Nenngröße H0

Im September 2015 kündigten die Wuppertaler Stadtwerke an, ab November 2015 ein Modell der Generation 15 in der Nenngröße H0 in ihren Kundencentern zu vertreiben. Die Modelle stammen von der Firma Herpa und wurden in einer Auflage von 7500 Stück produziert. Zusätzlich zur Standardvariante gab es zum Verkaufsstart eine auf 1000 Exemplare limitierte „Special Edition“, die auf der Unterseite einen Streckenplan mit sämtlichen Haltestellen zeigt und an der Seite einen Schriftzug „VohwinkelElberfeldBarmenOberbarmen“, der aus den durchfahrenen Stadtteilen ohne Trennzeichen zusammengesetzt ist. Darüber hinaus vertreiben die WSW aktuell (Januar 2018) ein weiteres Sondermodell „blaues Wunder“ mit einer Auflage von 2000 Stück.